# Distrito fitogeográfico del ñandubay
El distrito fitogeográfico del Ñandubay es una de las secciones en que se divide la provincia fitogeográfica del Espinal, dentro del Dominio fitogeográfico Chaqueño. Se ubica en el sector este del cono sur de América del Sur.    

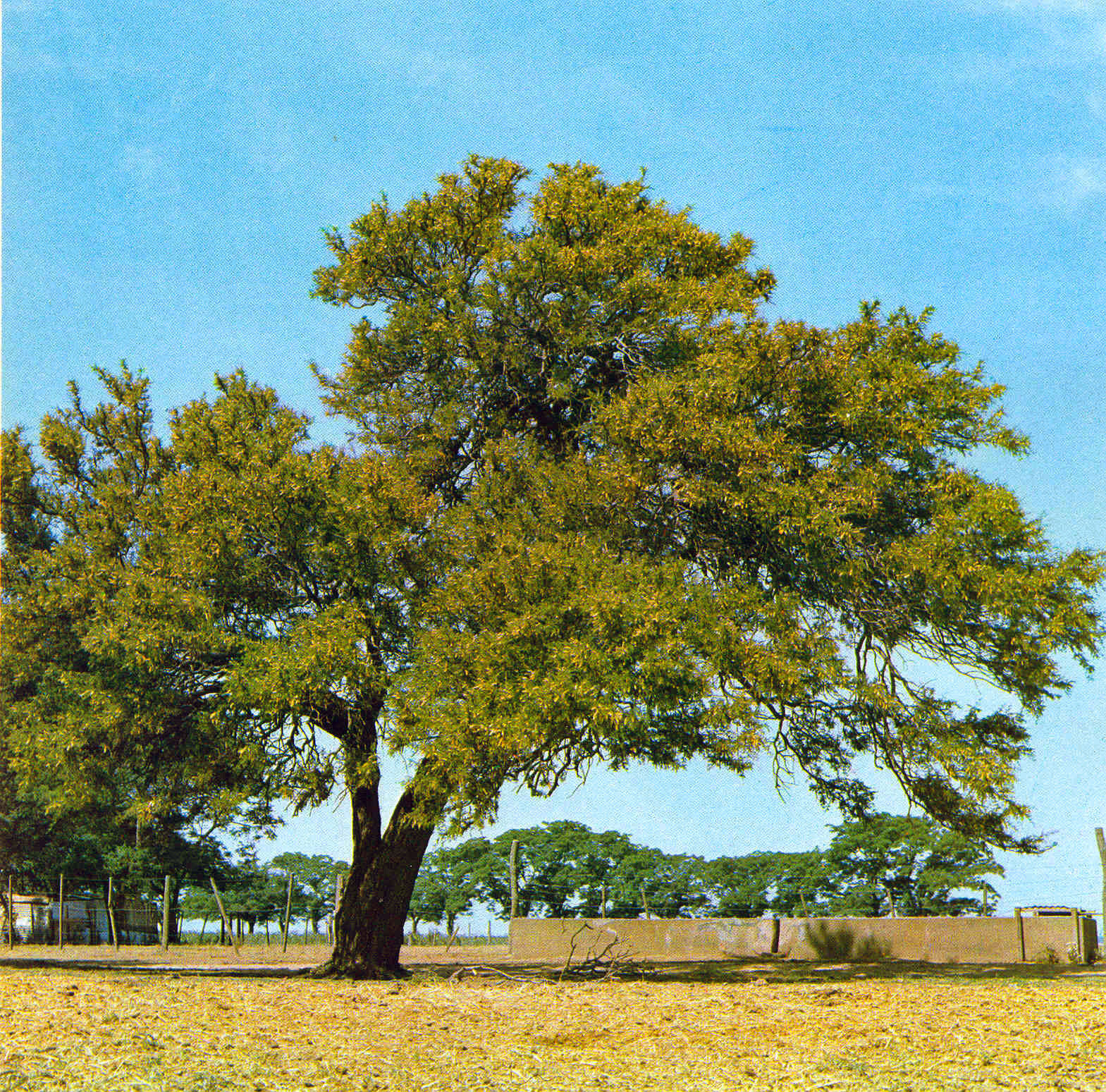
El ñandubay.

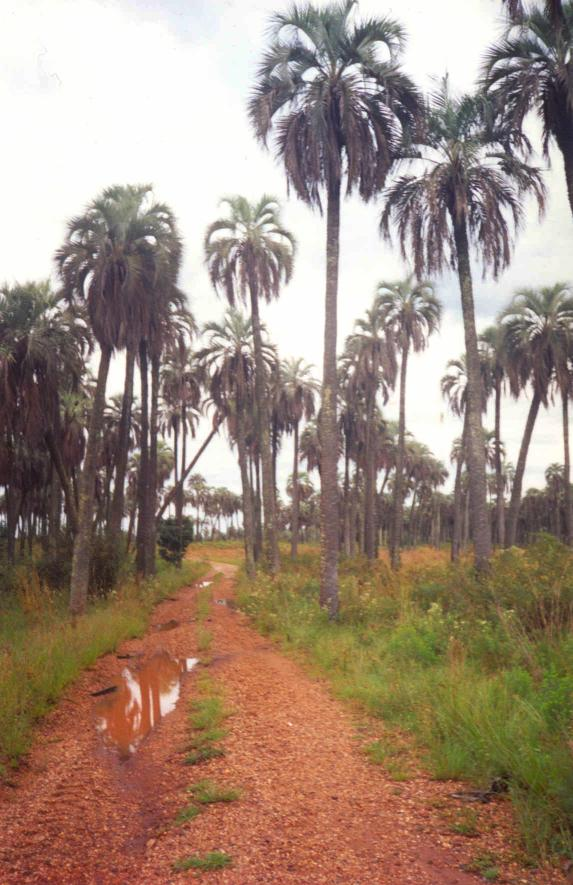
Ejemplares de Butia yatay en el parque nacional El Palmar, Entre Ríos.

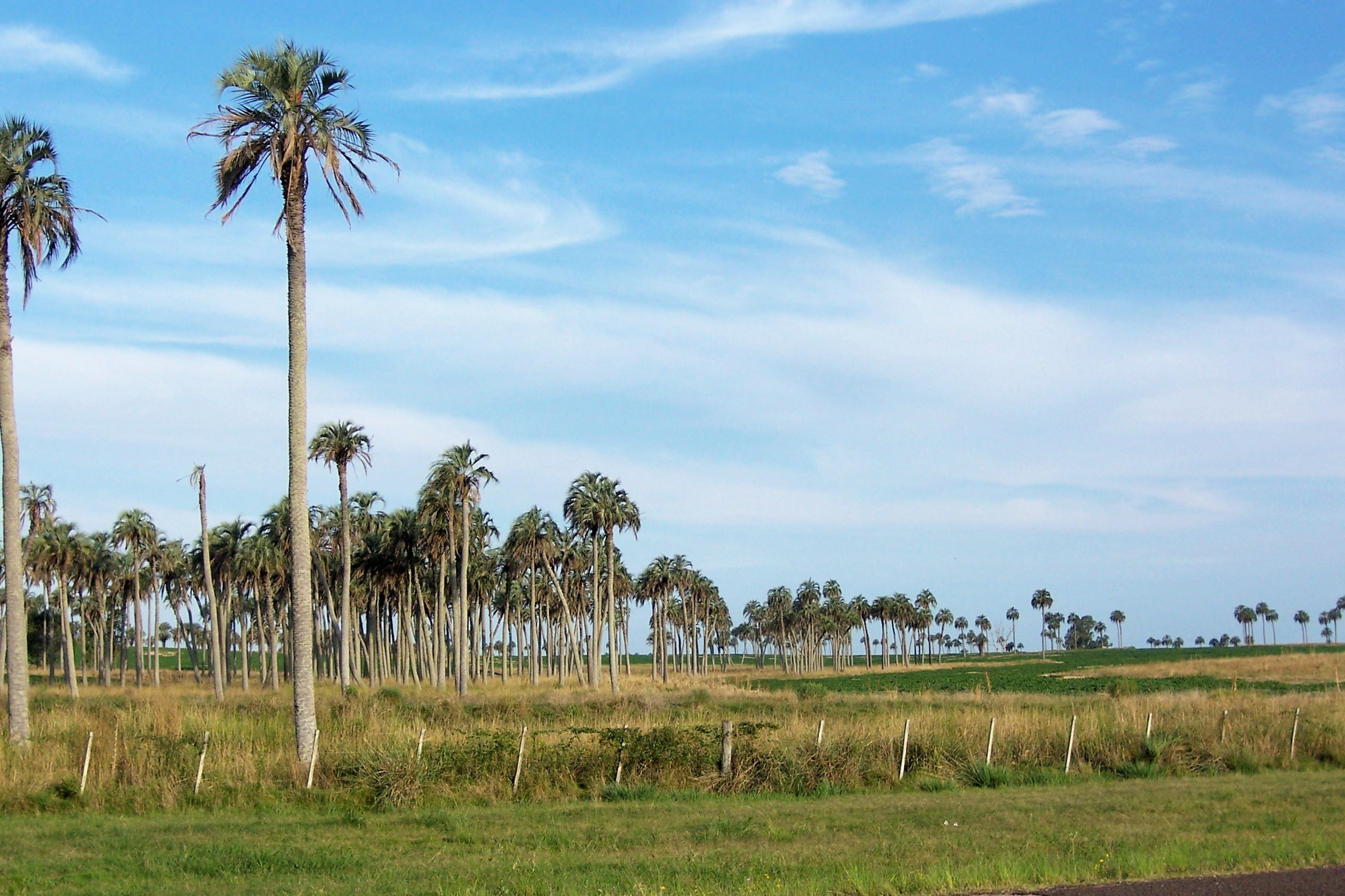
Ejemplares de Butia yatay en el departamento de Paysandú, en el oeste del Uruguay.

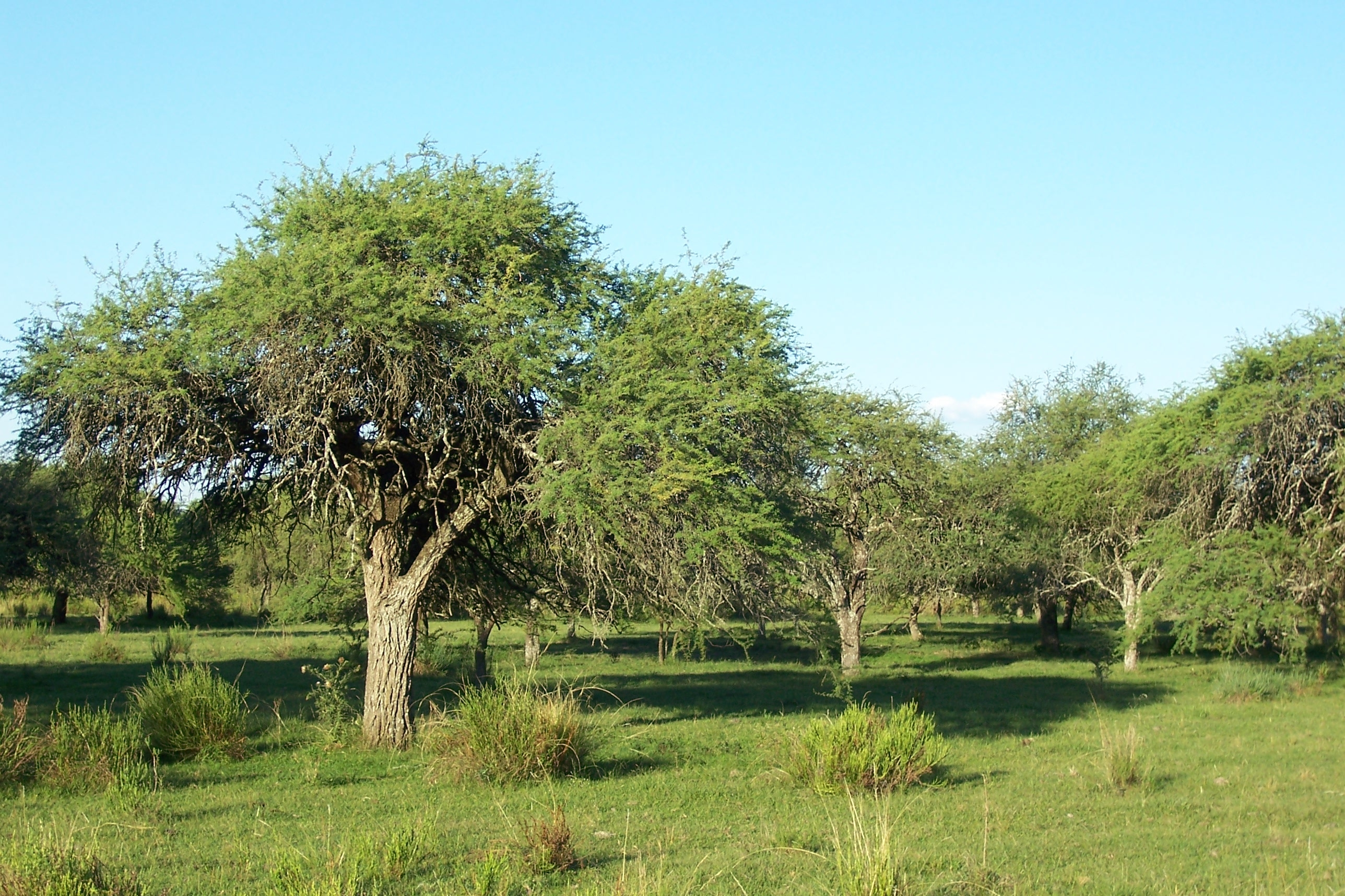
Bosque de Prosopis próximo a la Ruta 3, departamento de Paysandú, en el oeste del Uruguay.

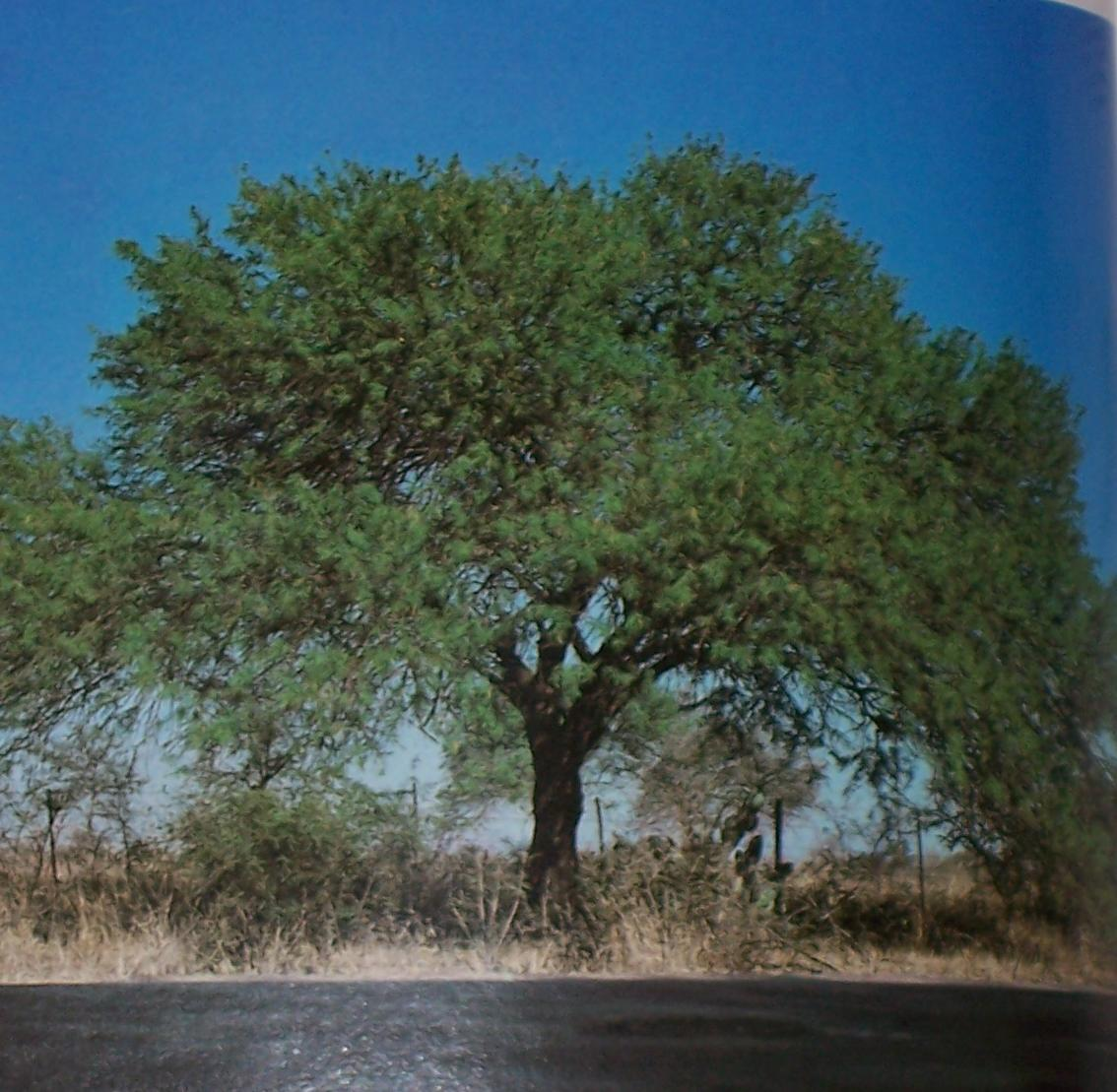
El algarrobo negro.

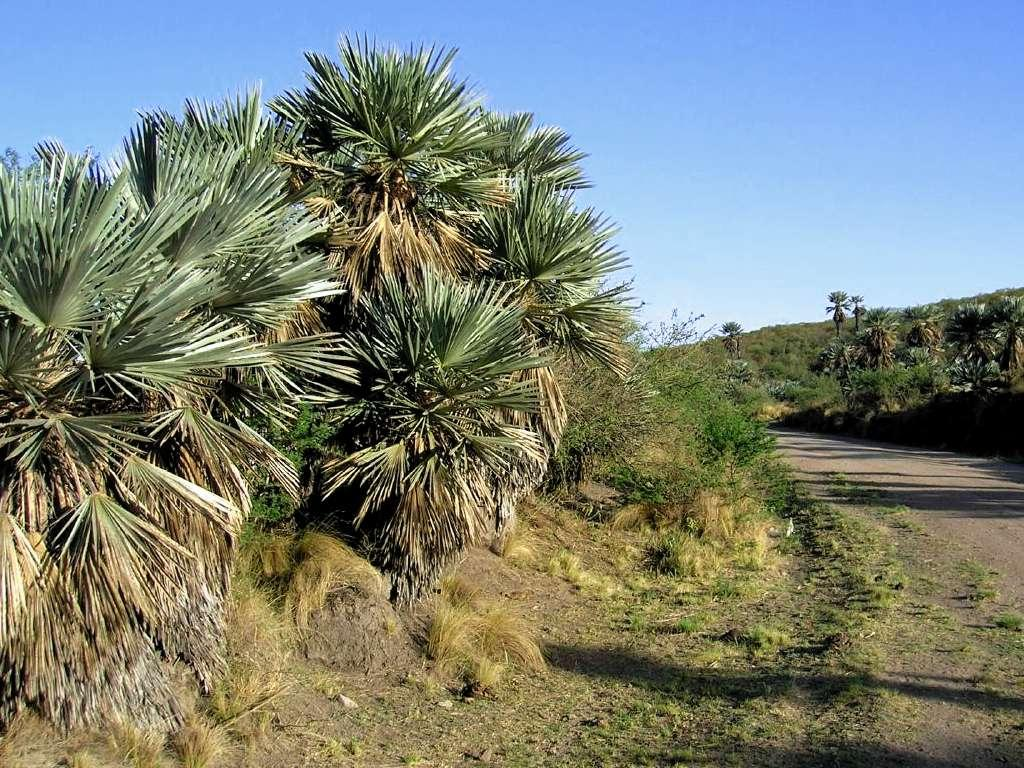
La palmera caranday.

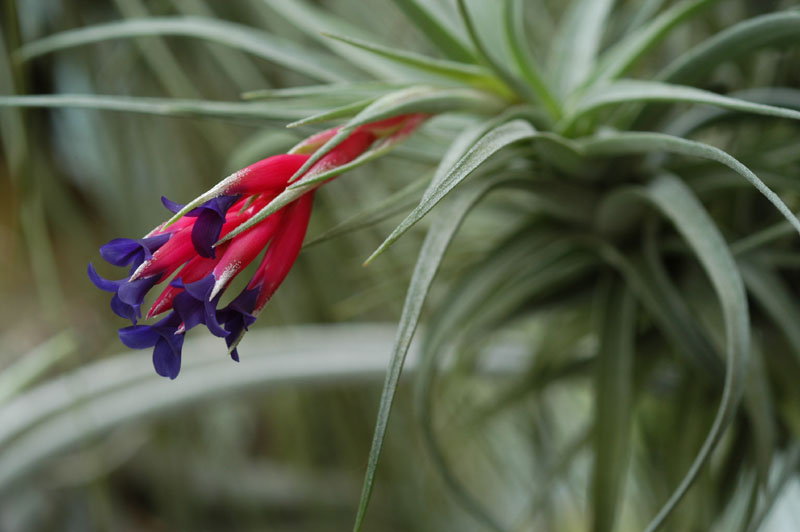
El clavel del aire más común del distrito.

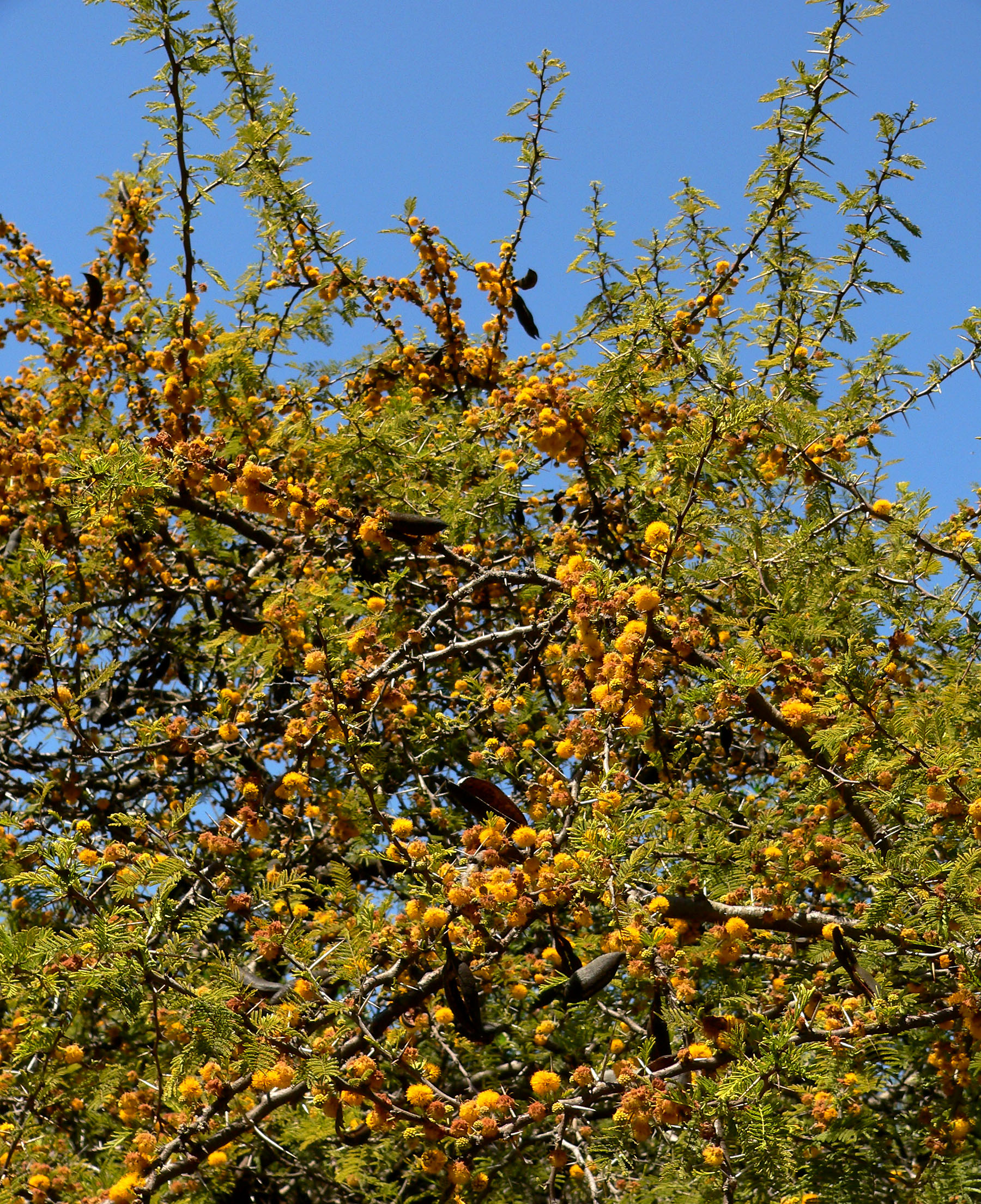
El espinillo.

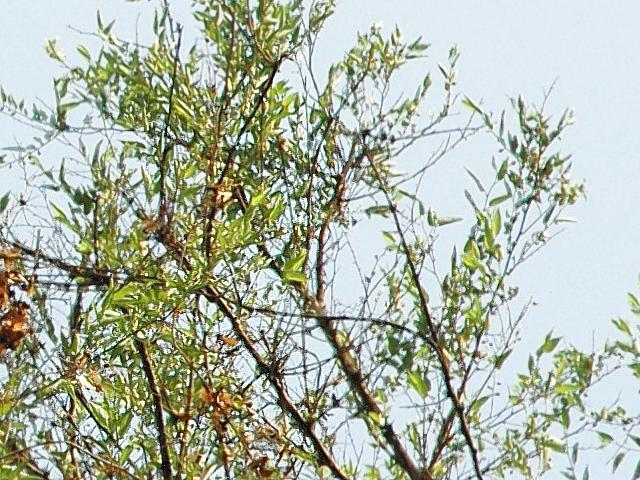
El tala.

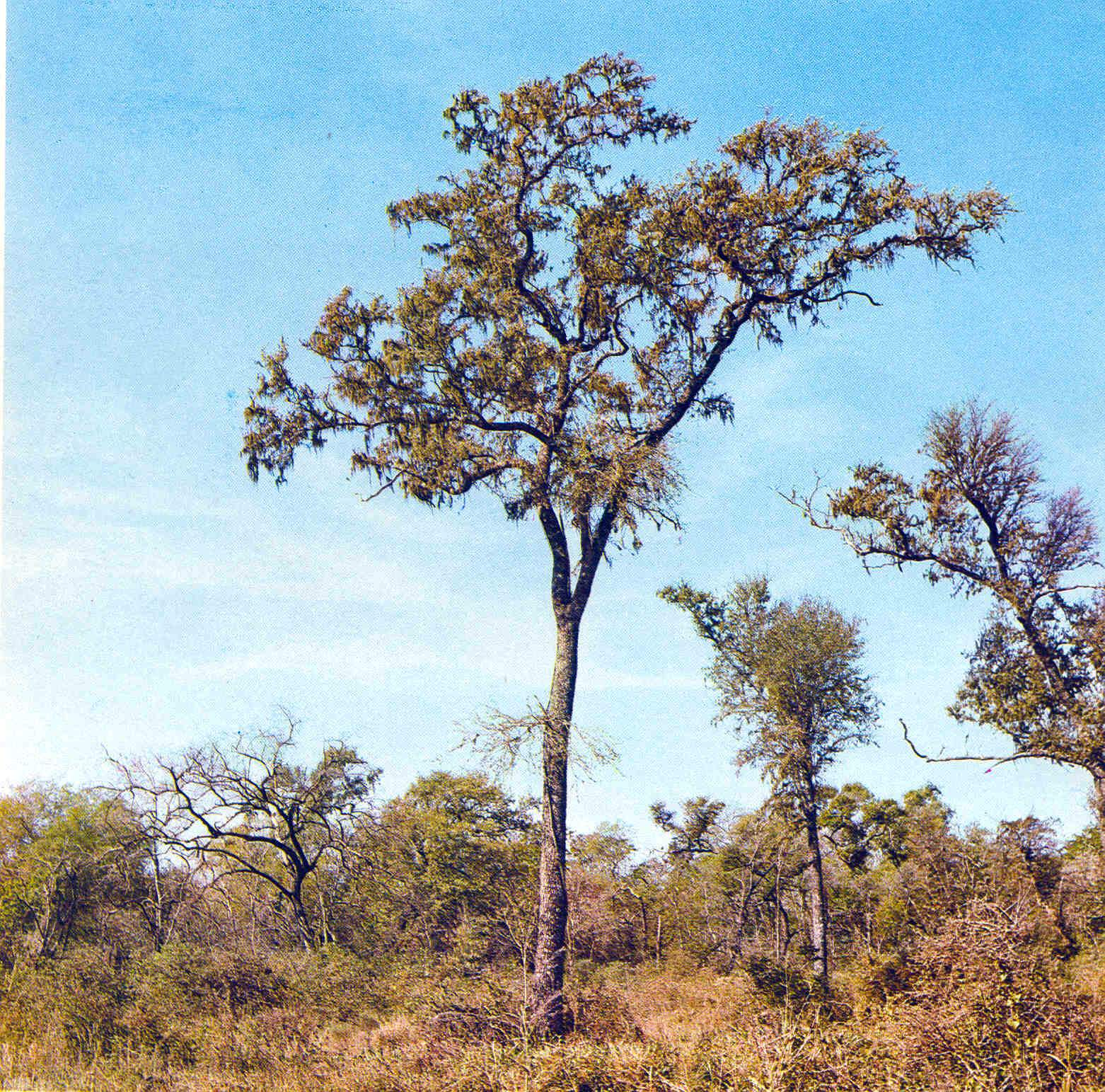
El quebracho colorado chaqueño, una especie arbórea típica del chaco húmedo que se hace presente también en este distrito, pero solo en muy bajo número.

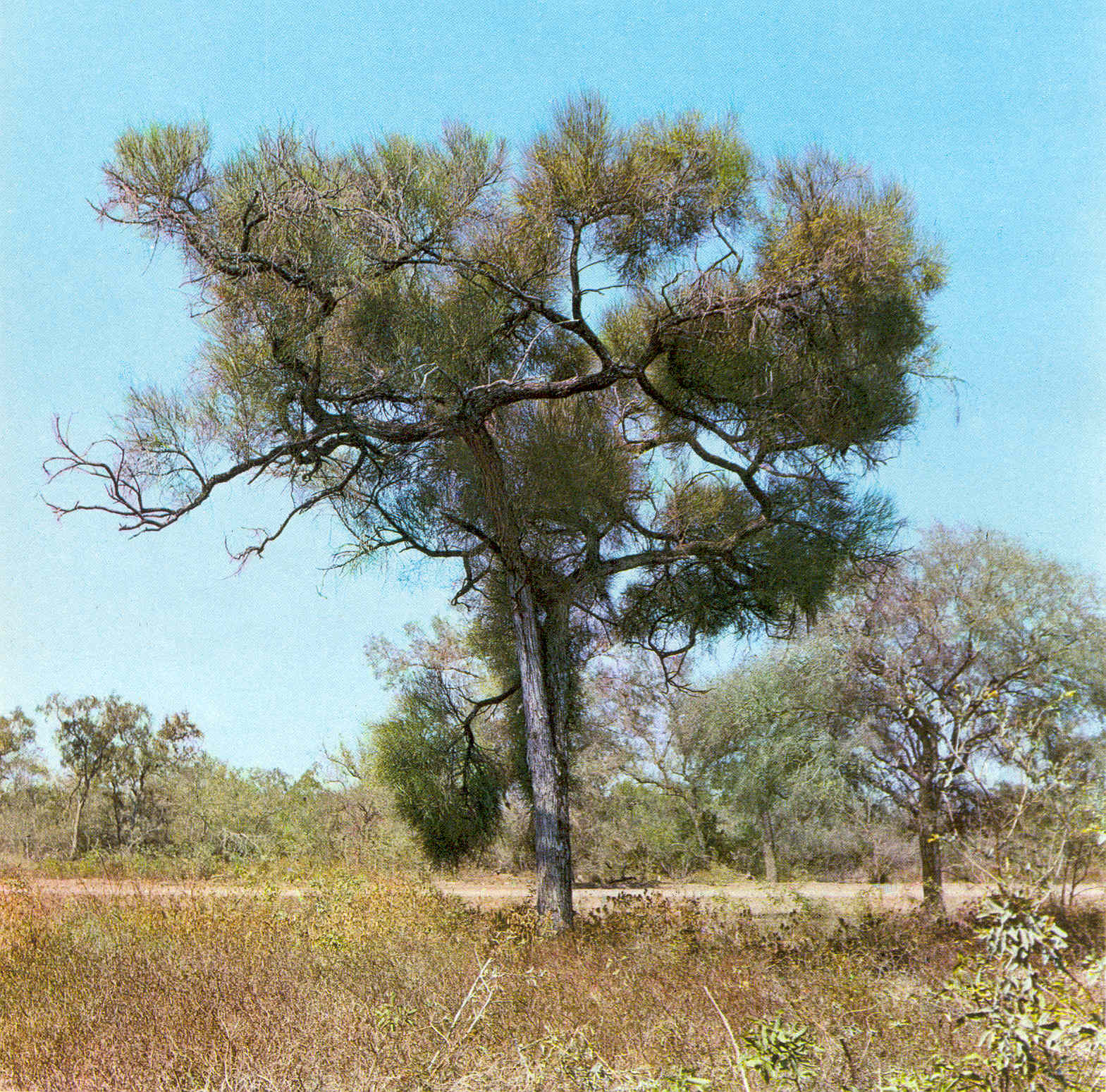
El itín, una especie arbórea típica del chaco húmedo que se hace presente también en este distrito, pero solo en muy bajo número.

## Distribución
Se distribuye en el oeste del Uruguay, el sudoeste del estado de Río Grande del Sur, el más austral del Brasil, y en el este de la Argentina, en las provincias de Santa Fe en su sector central, en el extremo noreste de Córdoba, en gran parte de Entre Ríos, y en el centro y sur de Corrientes.

## Denominaciones
Debe su nombre a la especie característica de estos bosques: el ñandubay, el que no se presenta en otros distritos de la provincia fitogeográfica.

## Suelos
Se asienta sobre lomadas de muy baja altitud, desde el nivel del mar hasta unos 100 m s. n. m. Están formadas por sedimentos loéssicos, negros arcillosos y limo arcillosos, los que les otorgan una buena aptitud agrícola. En determinados sectores, llamados localmente «bañados de altura», el porcentaje de arcilla es mayor, la cual dificulta la infiltración, haciendo que estos sólo posean un destino ganadero. También se encuentran sectores con alta carga salino-alcalina, llamados localmente «peladares», siendo estos los de menor aptitud agropecuaria, por lo tanto los bosques que sostienen han podido mantener un mejor estado de conservación.
En una franja costera al río Uruguay en Entre Ríos y en buena parte del sector correntino los suelos son más arenosos. En este último sector se destaca un tipo local de microrelieve denominado localmente «malezal», causado por un tipo particular de erosión hídrica en surcos llamada «erosión reticular».

## Clima
Las temperaturas medias anuales rondan los 21,5 °C en el norte y 17 °C en el sur. En toda esta subregión no hay zonas libres de heladas, aunque en su sector norte estas son suaves. 
Las precipitaciones decrecen desde el NE hacia el SO, con un rango anual entre 1500 a 700 mm, con una distribución estacional más importante en la primavera y el verano. Las nevadas son muy infrecuentes y sólo afectan al sector oeste, aunque el granizo es habitual, y suele ocasionar daños en la vegetación.
Los vientos predominantes son los del cuadrante sudeste, llamado localmente «sudestada», con vientos suaves y húmedos; y los del cuadrante norte, que se caracterizan por ser cálidos y húmedos. Menos frecuentes son los del cuadrante sudoeste, llamado localmente «pampero», con vientos fríos y secos.

## Estructura vegetal
La vegetación se presenta en su estado clímax como un alto bosque de características semixerófilas, dominano por elementos espinosos o de hojas muy pequeñas, de unos 15 a 20 metros de altura, y con árboles con diámetros mayores a un metro. Prácticamente este estado ya es imposible de encontrar por el serio daño que sufrió el distrito desde la época de la conquista. Lo que ha logrado sobrevivir se presenta como una foresta abierta, de uno o dos estratos arbóreos de diez metros de altura o aún menos, con un estrato arbustivo, y otro herbáceo. Alternan con los bosques multiespecíficos, algunos bosques de palmeras, sabanas, y estepas graminosas.
Los especies arbóreas del género Prosopis son los componentes más importantes de este sistema boscoso, junto con otras especies de raigambre chaqueña. Los árboles son de porte más bajo y distribución más esparcida que en el Parque Chaqueño oriental, teniendo a su vez sus bosques una menor diversidad específica por lo que a este distrito se lo suele comparar con un «chaco oriental empobrecido».

## Especies vegetales características
Dos especies arbóreas típicas del chaco húmedo se hacen presentes también en el distrito del Ñandubay, pero solo como excepción, y en muy bajo número, tal vez sobreafectadas por la intensa tala motivada por sus excelentes maderas; ellas son el quebracho colorado chaqueño (emergente) y el itín (del dosel). Salvo aquellas, y con una altura de entre 15 a 25 metros de altura, solo algunas especies formarían un estrato emergente, como el quebracho blanco, el gualeguay o el ombú. Luego, conformando un abierto dosel de entre 10 metros, las especies arbóreas del género de los algarrobos son las delineadoras del paisaje forestal, destacando el ñandubay (la especie dominante del distrito) y el algarrobo negro, a quienes acompañan otros árboles de gran porte como el guaraniná, el tala, el coronillo, y raramente en su sector más occidental el algarrobo blanco.
Especies arbóreas de porte medio a pequeño (de entre 5 metros de alto), sin conformar un estrato intermedio propiamente dicho debido a crecer bajo un abierto dosel, suelen estar siempre presentes; el espinillo (codominante), el molle, el chañar, el sombra de toro, y en sectores con algo más de humedad en el suelo: el chal-chal, el araticu, y el ñangapirí, etc.
Las palmeras yatay (emergente) y caranday (intermedia) se presentan o bien formando agrupaciones monoespecíficas, o bien intercaladas como simples elementos componentes del bosque anterior. En los sectores más septentrionales del distrito se hace presente también otra palmera, la palma blanca, de hasta 20 metros de alto, en especial en sectores de «peladares» o bajos alcalinos.
Entre los arbustos más frecuentes encontramos el ñapindá, el garabato, el chal-chal de gallina, la rama negra, el pájaro bobo, el tabaquillo del talar, diversas especies de chilcas y cactáceas, donde destacan las altas opuntias, y los cardones, el cardón del Montiel en el sector del distrito con cuenca del río Paraná de la Mesopotamia argentina, el que es reemplazado por el cardón uruguayo en el sector del distrito con cuenca del río Uruguay.
Sobre las ramas de los árboles penden enredaderas, y lianas, como diversas especies de pasionarias y la zarzaparrilla blanca.
Numerosas especies epifitas medran entre las ramas tapizadas de líquenes, entre ellas dos cactáceas epifitas, helechos epifitos, y varias especies de claveles del aire.
En las abras y en el sotobosque abundan diversas especies de gramíneas, destacando la flechilla mansa y la cola de zorro. En los pajonales que sufren frecuentes inundaciones dominan altas gramíneas higrófilas del género Panicum, en especial la paja de techar.
Este distrito se presenta entrecortado en las márgenes de ríos y arroyos por selvas en galería, pertenecientes a la provincia fitogeográfica Paranaense.

## Conservación
Por causa del avance de la frontera agropecuaria, el bosque clímax sólo subsiste en sectores aislados, especialmente en los departamentos entrerrianos de Federal, San José de Feliciano, La Paz, y Villaguay. Las plantaciones de trigo y en especial soja produjeron en el siglo XXI una notable reducción de su superficie original.